# Charlotte Erlih
Œuvres principales
Bacha Posh (2013), À 4 mètres du sol (2017), Funambules (2018)
Charlotte Erlih, née en 1978, est une autrice et réalisatrice française.

## Biographie
Normalienne, Charlotte Erlih est agrégée de lettres modernes. Elle enseigne un temps les arts du spectacle à l'université de Nanterre, avant de se consacrer pleinement à l'écriture. En 2008, elle cosigne avec Coline Serreau l’ouvrage L'académie Fratellini - Le cirque de plain-pied aux éditions Actes Sud.
Édité en 2013, Bacha Posh est son premier roman. En Afghanistan, Farrukh est âgé de quinze ans et voit son plus grand rêve se concrétiser, lorsque son club d’aviron acquiert un bateau professionnel et ainsi la possibilité de se qualifier pour les Jeux Olympiques. Mais Farrukh est un Bacha Posh, une jeune fille élevée comme un garçon par une famille qui n'a pas eu de fils.
Charlotte Erlih est l’autrice d'ouvrages ancrés dans la littérature d'enfance et de jeunesse, des récits et réflexions intimes et profondes d’adolescents au croisement de leur vie.

## Publications
- Charlotte Erlih et Coline Serreau, L'académie Fratellini - Le cirque de plain-pied, Actes Sud, coll. « L'impense », 2008, 103 p. (ISBN 2742769943)
- Charlotte Erlih, Bacha Posh, Actes Sud Junior, 2013, 192 p. (ISBN 2330018185)
- Charlotte Erlih, 20 pieds sous terre, Actes Sud Junior, coll. « Romans ado », 2014, 205 p. (ISBN 2330030770)[7]
- Highline, Actes Sud Junior, coll. « D'une seule voix », 2015, 92 p. (ISBN 2330038976)[8]
- Charlotte Erlih et Marjolaine Leray, Comme tout le monde, Talents Hauts Éditions, 2017, 40 p. (ISBN 2362661946)[9]
- Charlotte Erlih, Philippe Barrière et Stéphanie Soularue, À 4 mètres du sol, Sarbacane, coll. « Bd », 2017, 112 p. (ISBN 2848659386)
- Charlotte Erlih, Coupée en deux, 13 septembre 2018 (lire en ligne)
- La Belle airelle (ill. Chloé Fraser), Talents Hauts Éditions, 2018, 24 p. (ISBN 2362662357)
- Charlotte Erlih, Funambules (roman), 18 mai 2018 (lire en ligne)
- Fantomelette, Gallimard jeunesse, 2018, 28 p. (ISBN 9782075105538)
- Charlotte Erlih, J'ai tué un homme, Arles, Actes Sud Junior,, 2019, 123 p. (ISBN 978-2-330-12436-6 et 2330124368, OCLC 1122804671, lire en ligne)
- Charlotte Erlih et Julien Dufresne-Lamy, Darling#automne, Actes Sud junior, 2020, 368 p. (ISBN 2330140363)
- Charlotte Erlih et Julien Dufresne-Lamy, Darling#hiver, Actes Sud junior, 2021, 272 p. (ISBN 9782330144876)
- Charlotte Erlih, La dernière fausse note, Nathan, 2021, 128 p. (ISBN 9782092594193)
- Charlotte Erlih et Julien Dufresne-Lamy, Darling#printemps, Actes Sud junior, 2022, 368p.  (ISBN 9782330148423)
- Charlotte Erlih et Julien Dufresne-Lamy, Darling#été, Actes Sud Junior, 2022, 192p.  (ISBN 9782330165871)
- Charlotte Erlih, Mon Bel Assassin, Nathan, coll. Court Toujours, 2022, 64p.  (ISBN 9782092492437)
- Charlotte Erlih (ill. Marie Leghima, musique Fièvre), Drôle de Dimanche, Actes Sud junior, 2023, 40 p.  (ISBN 978-2-330-17181-0)

## Filmographie
- 2008 : Signes, court-métrage
- 2008 : Eaux troubles, court-métrage
- 2015 : L'Abîme, court-métrage[10],[11]
- 2019 : La Famille 100% déchets, court-métrage co-réalisé avec Raphaël Daniel
- 2023 : Une Française à Kaboul - l'aventure d'une vie, documentaire écrit par Charlotte Erlih et co-réalisé par Charlotte Erlih et Marie-Pierre Camus, 54 min (Kepler 22 productions, France 5) - Prix du public au Festival International du Film d'Histoire de Pessac 2023, Prix Terre(s) d'Histoire - INA au FIGRA 2024, sélection au FIPADOC 2024, Festival des Libertés de la Ligue des Droits de l'Homme 2024

## Distinctions
Parmi une liste non exhaustive :
- 2013 : Prix NRP de littérature jeunesse pour Bacha Posh
- 2013 : Prix Sésame pour Bacha Posh
- 2016 : Prix Izzo pour Highline
- 2017 : Prix des lycéens allemands pour 20 pieds sous terre
- 2018 : Prix des lycéens autrichiens pour Bacha Posh
- 2023 : Prix Gallimard des collégiens pour Bacha Posh
- 2023 : Prix du public Festival international du film d’histoire de Pessac pour Une Française à Kaboul
- 2024 : Prix Terre(s) d'Histoire - INA au FiGRA 2024 pour Une Française à Kaboul